# Верхня Брезниця
Горна Брезница (словац. Horná Breznica) — село, громада округу Пухов, Тренчинський край. Кадастрова площа громади — 12.28 км². Протікає потік Зубак.
Населення 503 особи (станом на 31 грудня 2020 року).

## Історія
Горна Брезница згадується 1388 року.

## Населення
| Рік:            | 1994. | 2004.   | 2014.   | 2024.   |
| --------------- | ----- | ------- | ------- | ------- |
| Кількість осіб: | 461   | 451     | 475     | 497     |
| Різниця:        |       | -2,16 % | +5,32 % | +4,63 % |

| Рік:            | 2023. | 2024.   |
| --------------- | ----- | ------- |
| Кількість осіб: | 498   | 497     |
| Різниця:        |       | -0,20 % |